# 尼尔斯·玻尔奖章
尼尔斯·玻尔奖章（丹麥語：Niels Bohr-medaljen）为丹麦工程学会（与丹麦皇家科学院和尼尔斯·玻尔研究所合作）颁发的一个国际奖项，用于奖励“在和平利用原子能方面做出杰出成就的工程师和物理学家”。该奖章在1955年首次颁发，至2013年共有10次颁奖。第一次获奖者为尼尔斯·玻尔本人，庆祝其70岁生日。

## 获奖者
曾获得尼尔斯·玻尔奖章的科学家如下：
- 尼尔斯·玻尔， 1955
- 约翰·考克饶夫， 1958
- 乔治·德海韦西， 1961
- 彼得·列昂尼多维奇·卡皮察， 1965
- 伊西多·拉比， 1967
- 维尔纳·海森堡， 1970
- 理查德·费曼， 1973
- 汉斯·贝特， 1976
- 查尔斯·汤斯， 1979
- 约翰·惠勒， 1982
- 阿兰·阿斯佩， 2013